# Лей, Вилли
Ви́лли Лей (нем. Willy Ley; 2 октября 1906[…], Берлин — 24 июня 1969, Нью-Йорк, Нью-Йорк) — немецкий учёный, исследователь, писатель и популяризатор науки, один из наиболее последовательных ранних сторонников идеи пилотируемых космических полётов.

## Биография
Вилли Лей родился в Берлине 2 октября 1906 года. 
В 1924 году поступил в Берлинский университет, впоследствии вынужден был переехать по семейным обстоятельствам и продолжил образование в Кёнигсбергском университете, специализируясь в нескольких областях — астрономия, физика, зоология и палеонтология. По финансовым причинам вынужден был оставить университет в 1927 году.
Ещё во время учёбы в университете в Вилли Лей написал научно-популярную брошюру «Космическое путешествие» (нем. Die Fahrt ins Weltall, 1926). 
Весной 1927 года Вилли Лей стал одним из основателей Германского космического общества (нем. Verein für Raumschiffahrt). 
Он участвовал в проектировании, постройке и испытаниях первых немецких ракет с двигателями на жидком топливе в группе Херманна Оберта, а также составил антологию статей «О возможности межпланетных путешествий» (нем. Die Möglichkeit der Weltraumfahrt, 1928) — именно последняя во многом вдохновила Фрица Ланга на создание фильма «Девушка на Луне» (1929). Кроме того, Лей был редактором выпускавшегося Обществом журнала «Die Rakete», а в 1929 году был избран вице-президентом Общества.
В 1935 году, после распада Германского космического общества, Вилли Лей эмигрировал в США, где стал активным членом «Американского ракетного общества»  (American Rocket Society, ARS). 
Так как статус эмигранта не давал ему права получить постоянную работу, то в течение нескольких лет Лей зарабатывал написанием статей для множества американских и европейских научно-популярных изданий. В 1944 году он получил американское гражданство.
«Американское ракетное общество» было тесно связано с научно-фантастическими журналами — например, основатель и первый президент Общества Дэвид Лассер работал редактором в журнале «Wonder Stories». Естественным образом Вилли Лей начал писать научно-популярные статьи для фантастических журналов, которые публиковались в «Astounding», «Thrilling Wonder Stories», «Amazing» и других изданиях. Он также написал несколько фантастических рассказов под псевдонимом «Роберт Вилли». 
Начиная с сентября 1952 года он числился научным редактором журнала «Galaxy Science Fiction», в котором вёл ежемесячную колонку, посвящённую новостям науки и техники.
На протяжении 40 — 60-х годов Вилли Лей написал (один и в соавторстве) два десятка научно популярных книг, посвящённых загадкам и легендам животного мира (серия из трёх книг «Записки романтичного зоолога»), ракетной технике, будущим космическим исследованиям, Солнечной системе и другим темам. Кроме писательской работы, он участвовал в исследовательской работе Мэрилендского университета в Колледж-Парке, читал лекции в Университете Фарли Дикинсона  (Fairleigh Dickinson University), консультировал Отдел технического обеспечения министерства торговли США и был научным консультантом продюсерской группы молодёжного научно-фантастического телесериала «Том Корбет, космический кадет» (Tom Corbett, Space Cadet).
В 1950 году вышла широко известная книга Вилли Лея «Завоевание космоса» (англ. The Conquest of Space), великолепно проиллюстрированная Чесли Боунстеллом, которая в 1951 году получила Международную премию по фантастике. Именно эта книга открыла для многих читателей не далёкий фантастический космос, а космос реальный и технически достижимый, и во многом обусловила общественный интерес к американской космической программе. 

Вилли Лей также был в течение многих лет консультантом НАСА.
Книга Вилли Лея «Ракеты и полёты в космос» (англ. Rockets, Missiles and Space Travel), посвящённая истории и современному (на тот момент) состоянию проектов, связанных с реактивными полётами, была в 1961 году выпущена в сокращённом переводе на русский язык.
Вилли Лей скончался от сердечного приступа 24 июня 1969 года, менее месяца не дожив до первой высадки человека на Луну — события, о котором он мечтал всю жизнь и на трансляцию которого уже был официально приглашён в Хьюстон в качестве почётного гостя.
Один из лунных кратеров, расположенных на обратной стороне Луны, назван в его честь Кратером Лей.

## Криптозоология
Лей был наиболее известен своими книгами по ракетостроению и смежным темам, но он также написал ряд книг о криптозоологии, и эти работы получили положительные отзывы биологов.  Конвей Зиркль писал, что книги Лея по зоологии были «информативными, научными и обоснованными, и они подчёркивают аспекты истории биологии, которые большинство историков просто упускают».

## Семья
В 1941 году Вилли Лей женился на балерине и журналистке Ольге Фельдман. Они стали родителями двух дочерей — Сандры и Ксении.

## Премии
- 1951 год — Международная премия фантазии за книгу «Завоевание космоса» (англ. The Conquest of Space, совместно с Чесли Боунстеллом, 1950) в номинации «научно-популярная работа».
- 1952 год — Международная премия фантазии за книгу «Драконы в янтаре» (англ. Dragons in Amber, 1951) в номинации «научно-популярная работа».
- 1953 год — Международная премия фантазии за книгу «Земли за гранью» (англ. Lands Beyond, совместно с Л. Спрэгом де Кампом, 1952) в номинации «научно-популярная работа».
- 1953 год — Премия «Хьюго» в номинации «научно-популярные статьи».
- 1956 год — Премия «Хьюго» в номинации «писатель-популяризатор».
- 2004 год — Премия «Ретро-Хьюго» за книгу «Завоевание Луны» (англ. Conquest of the Moon, совместно с Вернером фон Брауном и Фредом Л. Уипплом, 1953) в номинации «писатель-популяризатор».